# Blatec (okres Olomouc)
Blatec (německy Blatze) je obec ležící v okrese Olomouc. Má 658 obyvatel a jeho katastrální území má rozlohu 659 ha.

## Historie
První písemná zmínka o obci pochází z roku 1131.

## Obecní správa a politika
Obec se člení na 2 základní sídelní jednotky: Blatec a Kocanda.

## Doprava
Do Blatce vedou dvě silnice třetí třídy, které jsou napojeny na silnici II/435, jedna z obce Kožušany-Tážaly a druhá z Charvát. Dvě zmíněné komunikace dále vedou směrem k obci Dubany.
Na okraje obce se nachází železniční stanice Blatec, ležící na trati č. 301 Nezamyslice–Olomouc.
Dopravní obslužnost obce také zajišťuje autobusová linka IDSOK – Integrovaného dopravního systému Olomouckého kraje číslo 704. Linka jezdí po trase Olomouc–Tovačov–Kroměříž.

## Pamětihodnosti
- Kaple svaté Markéty z roku 1804
- Socha svatého Linharta z roku 1771
- Sousoší Ukřižování z roku 1864

## Galerie

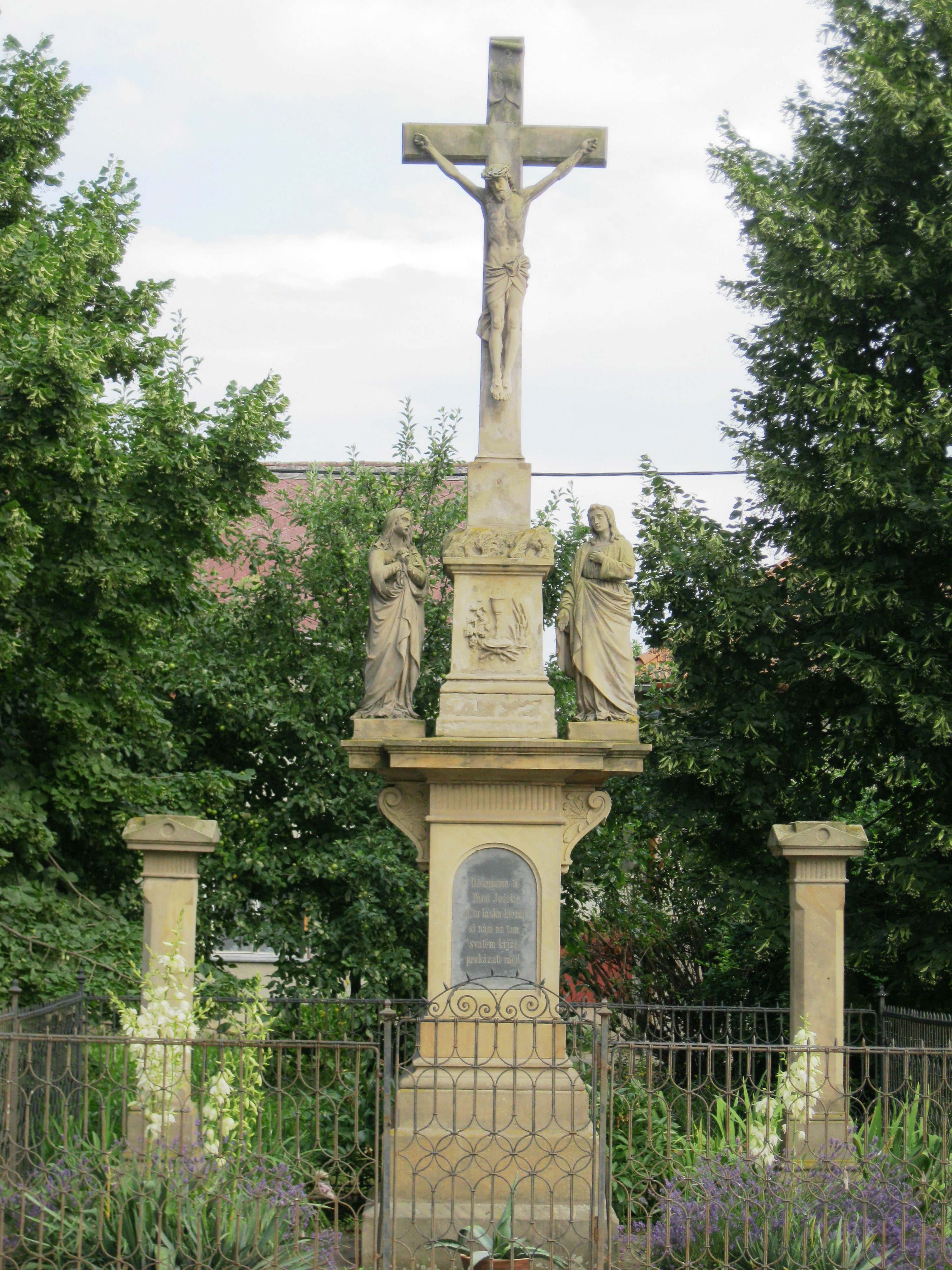
Sousoší Ukřižování se sochami P. Marie a sv. Jana
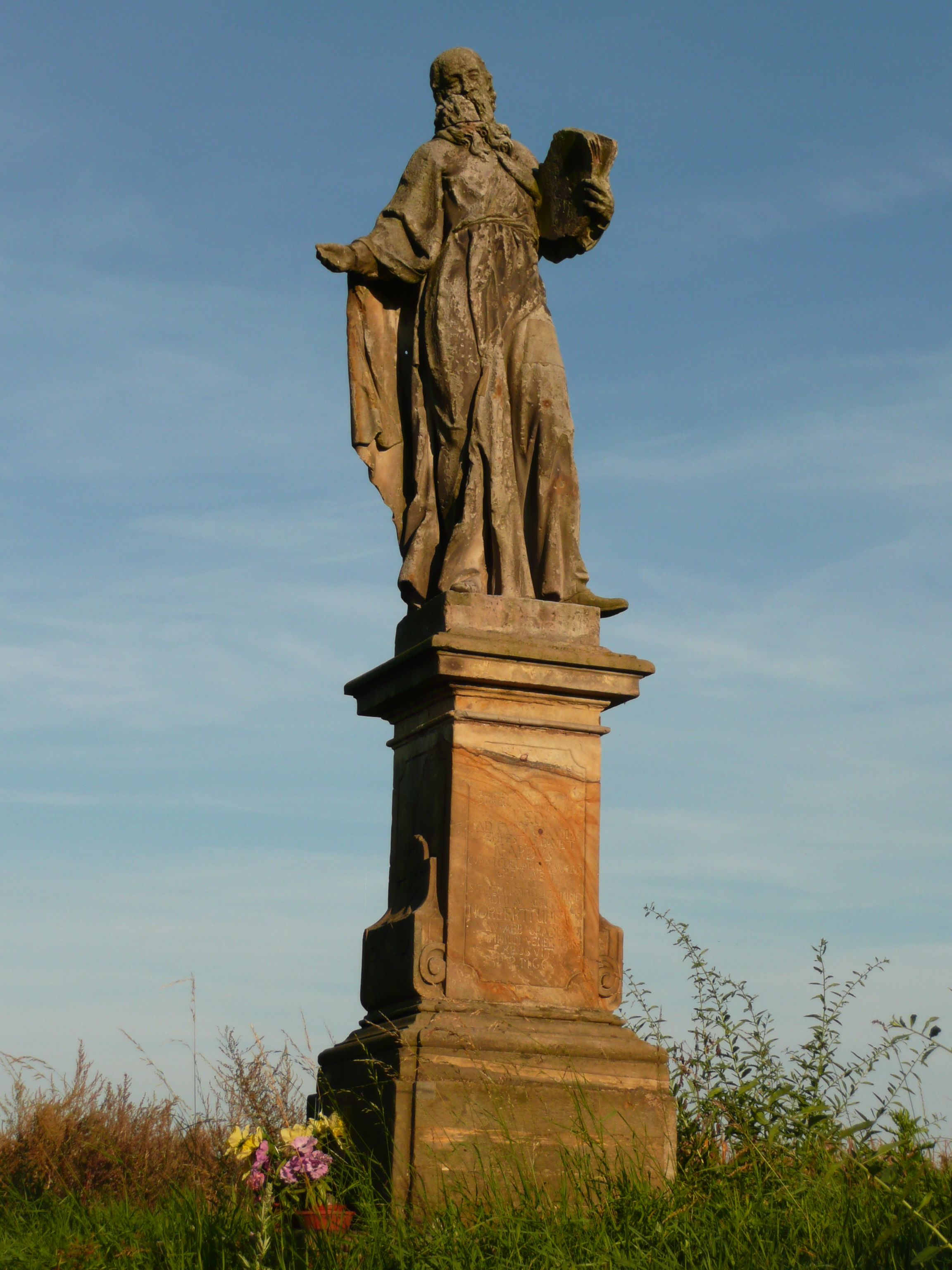
Socha sv. Linharta
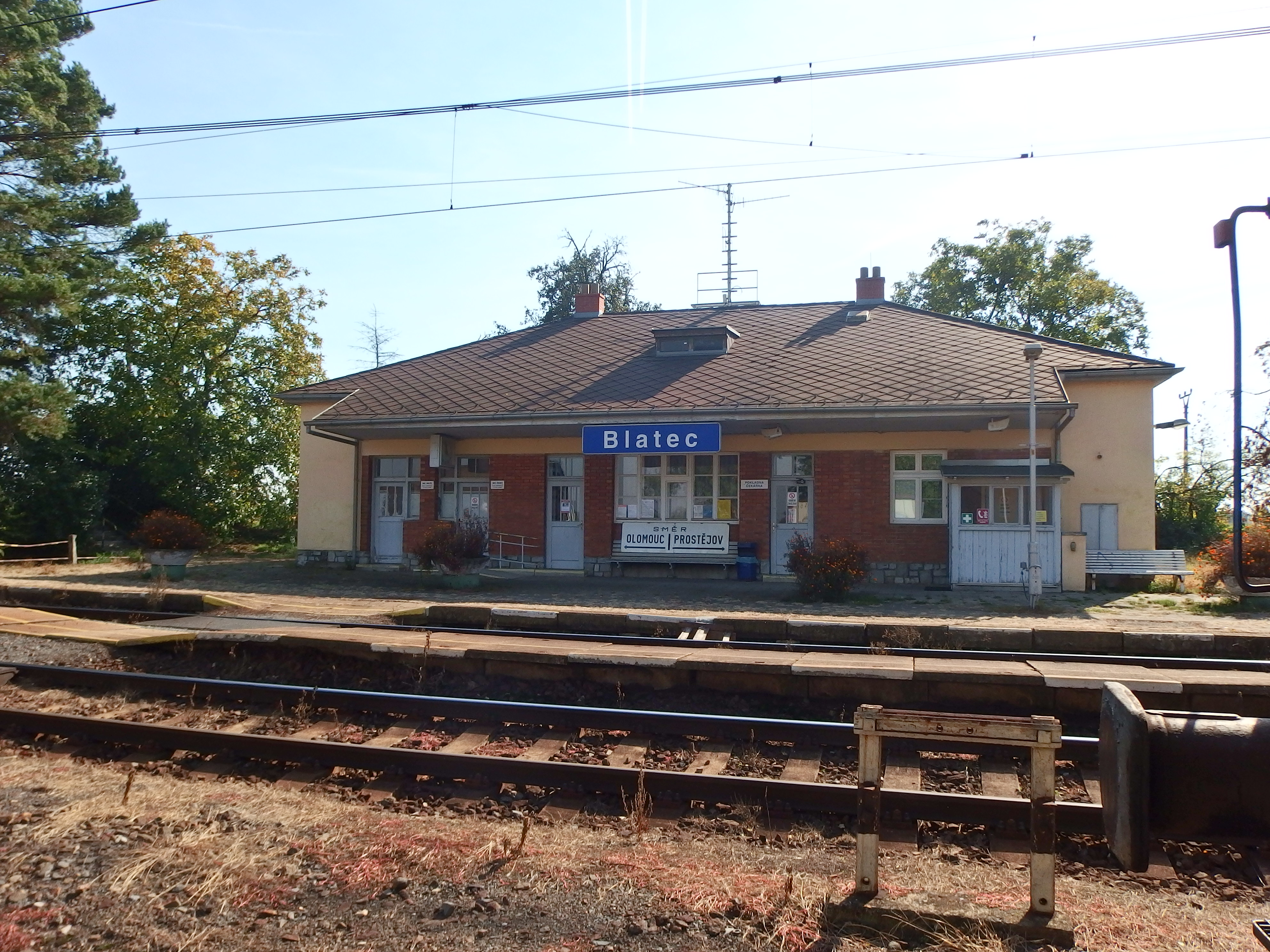
Železniční stanice
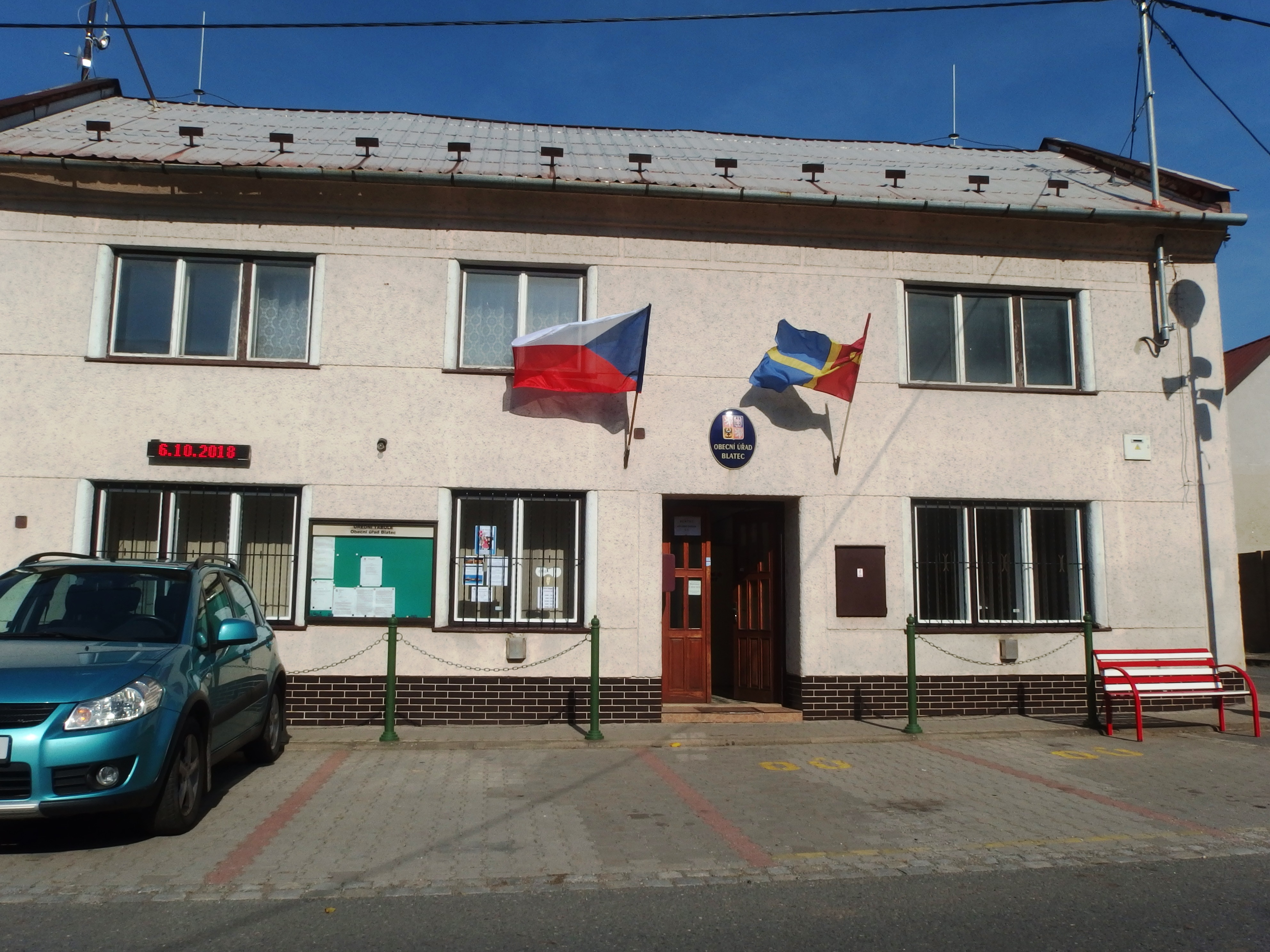
Obecní úřad
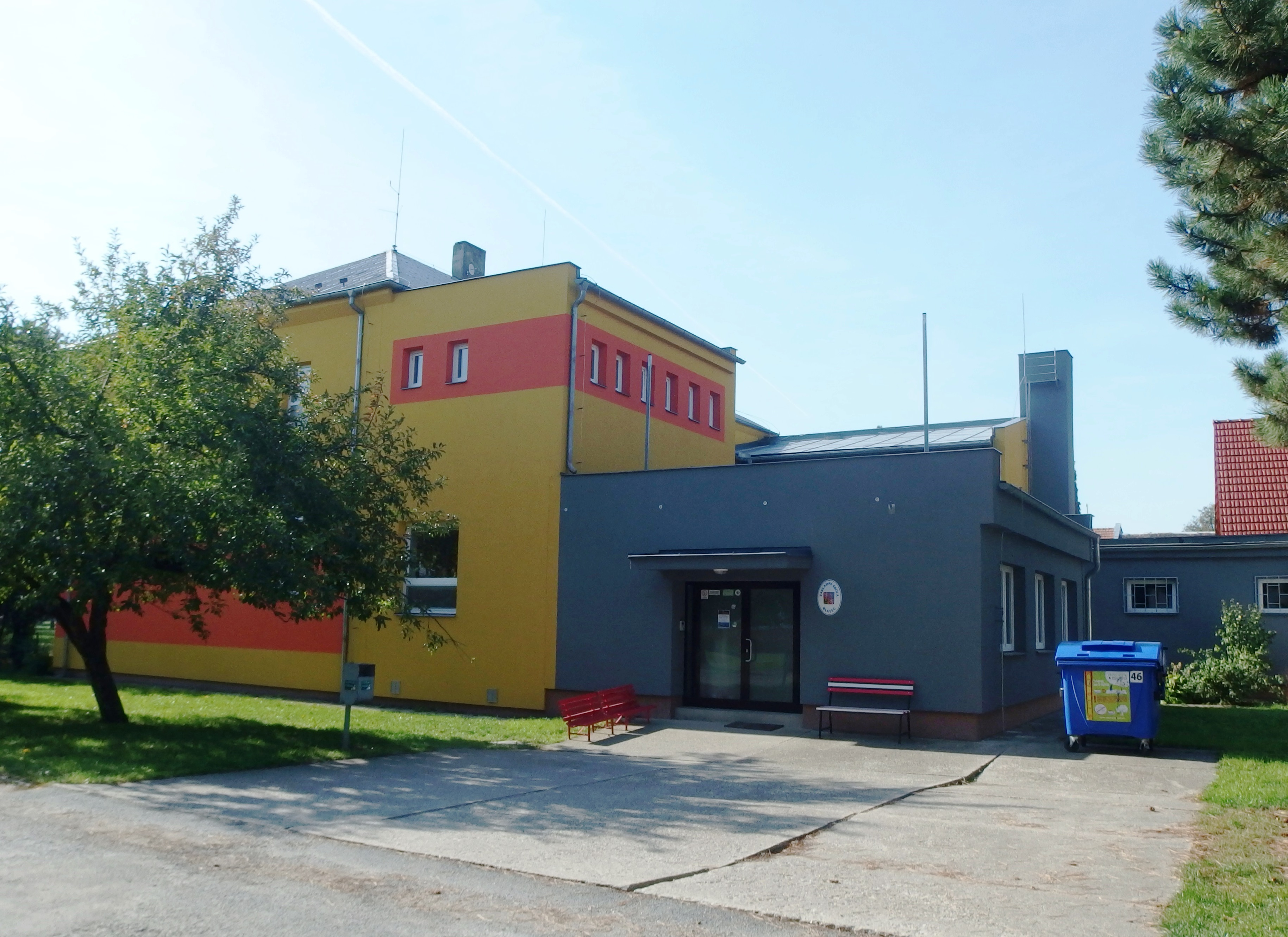
Škola
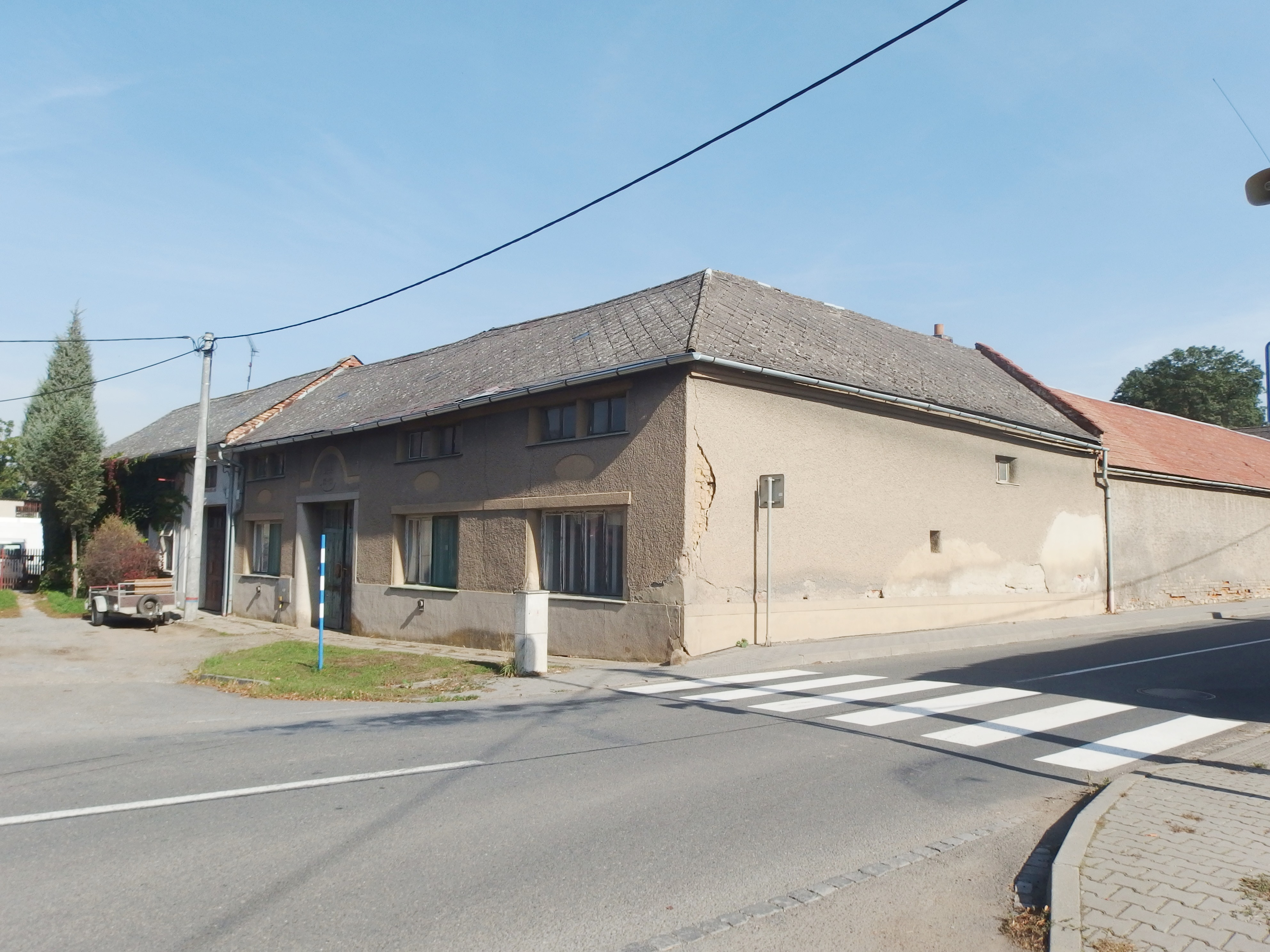
Domy na návsi